# Peco Bauwens
Peco Bauwens dr. (Köln, 1886. december 24. – 1963. november 24.) német nemzetközi labdarúgó-játékvezető. Teljes neve: Dr Peter Joseph (Peco) Bauwens. 1914-ben Lipcsében szerezte meg a doktorátusát. Polgári foglalkozásként egy építőipari vállalatot irányított. A koporsóját Toni Turek, Fritz Walter, Werner Liebrich és Horst Eckel játékosok kísérték.

## Pályafutása

### Labdarúgóként
Kezdődő izomsorvadásos betegsége lábának amputálásával fenyegette, orvosi javaslatra betegségét 1904-ben a labdarúgással igyekezett gyógyítani. Szülővárosának csapatában, a Kölnben bizonyította tehetségét. A láb izomzata megerősödött és a fiatal játékosként 1910-ben a nemzeti válogatottban, a Németország-Belgium (3:0) mérkőzésen szerepelt. 1914-ben befejezte az aktív labdarúgó játék folytatását.

### Nemzeti játékvezetés
A játékvezetői vizsgát 1914-ben tette le. A küldési gyakorlat szerint rendszeres partbírói tevékenységet is végzett. 1922-ben lett az I. Liga játékvezetője. A nemzeti játékvezetéstől 1943-ban vonult vissza.

#### Nemzeti kupamérkőzések
Vezetett kupadöntők száma: 1.

##### Német labdarúgókupa
1922-ben az  Hamburger SV – 1. FC Nürnberg döntő második mérkőzését vezette. A heves küzdelemnek komoly veszteségei voltak, az  1 FC Nürnberg csapatából négy játékost kiállított, a mérkőzés félbeszakadt. A Német Labdarúgó-szövetség (DFB) a kupagyőzelmet az  SV Hamburgnak ítélte.

### Nemzetközi játékvezetés
A heves küzdelemnek komoly veszteségei voltak, az  1 FC Nürnberg csapatából négy játékost kiállított, a mérkőzés félbeszakadt. A Német Labdarúgó-szövetség (DFB) a kupagyőzelmet az  SV Hamburgnak ítélte.
| Időpont | Mérkőzés típusa        | Mérkőzés                      | Eredmény     | Nézők száma |
| ------- | ---------------------- | ----------------------------- | ------------ | ----------- |
| 1922.   | döntő második mérkőzés | Hamburger SV – 1. FC Nürnberg | Félbeszakadt |             |

A Német labdarúgó-szövetség Játékvezető Bizottsága (JB) terjesztette fel nemzetközi játékvezetőnek, a Nemzetközi Labdarúgó-szövetség (FIFA) 1922-től tartotta nyilván bírói keretében. A FIFA JB központi nyelvei közül a németet beszélte. Több nemzetek közötti válogatott és klubmérkőzést vezetett, vagy működő társának partbíróként segített. 1933-ban európai körúton volt, mert annyi felkérést kapott, hogy szinte állandóan távol volt hazájától. A német nemzetközi játékvezetők rangsorában, a világbajnokság-Európa-bajnokság sorrendjében többedmagával a 41. helyet foglalja el 1 találkozó szolgálatával. 1922 – 1943 között Európában a legfoglalkoztatottabb játékvezető volt, 21 év alatt 82 nemzetközi válogatott és klubmérkőzést mérkőzést vezetett. Az aktív nemzetközi játékvezetéstől 1943-ban, 57 évesen búcsúzott. Válogatott mérkőzéseinek száma: 75

#### Labdarúgó-világbajnokság
A világbajnoki döntőhöz vezető úton Franciaországba a III., az 1938-as labdarúgó-világbajnokságra a FIFA JB bíróként alkalmazta. Svájcba az V., az 1954-es labdarúgó-világbajnokságon a FIFA részéről ő volt felelős a rádióközvetítés zavartalanságáért, ennek ellenére a nemzeti válogatott győzelmét követően nacionalista megjegyzések hangzottak el az éterben.

##### 1938-as labdarúgó-világbajnokság

###### Selejtező mérkőzés
| Időpont           | Helyszín               | Mérkőzés típusa           | Mérkőzés          | Eredmény | Nézők száma |
| ----------------- | ---------------------- | ------------------------- | ----------------- | -------- | ----------- |
| 1937. október 10. | Ullevaal Stadion, Oslo | előselejtező (2. csoport) | Norvégia–Írország | 3 : 2    | 20 000      |

#### Olimpiai játékok
Az 1936. évi nyári olimpiai játékok labdarúgó tornájának találkozóin a FIFA JB játékvezetőként foglalkoztatta. Az olimpiák történetében 6. európaiként, első németként a döntő találkozót vezethette.

##### 1936. évi nyári olimpiai játékok
| Időpont             | Helyszín                 | Mérkőzés típusa | Mérkőzés             | Eredmény | Nézők száma |
| ------------------- | ------------------------ | --------------- | -------------------- | -------- | ----------- |
| 1936. augusztus 15. | Olimpiai Stadion, Berlin | döntő           | Olaszország–Ausztria | 2 : 1    | 85 000      |

#### Brit Bajnokság
1882-ben az Egyesült Királyság brit tagállamainak négy szövetség úgy döntött, hogy létrehoznak egy évente megrendezésre kerülő bajnokságot egymás között. Az utolsó bajnoki idényt 1983-ban tartották meg.
| Időpont           | Helyszín                           | Mérkőzés típusa | Mérkőzés       | Eredmény |
| ----------------- | ---------------------------------- | --------------- | -------------- | -------- |
| 1935. március 27. | Racecourse Ground Stadion, Wrexham | csoportmérkőzés | Wales–Írország | 3 : 1    |

## A magyar labdarúgó-válogatott mérkőzései (1902–1929)
A magyar nemzeti válogatottnak 8 mérkőzést vezetett Budapest-en és 7-et külföldön.
| 81. mérkőzés 1922. április 30. | Magyarország | 1-1             | Ausztria   | Hungária út, Budapest Nézőszám: 40 000 Játékvezető: dr. Bauwens (GER) |
| 81. mérkőzés 1922. április 30. | Molnár 51'   | (0-1) Részletek | Jiszda 44' | Hungária út, Budapest Nézőszám: 40 000 Játékvezető: dr. Bauwens (GER) |

| 87. mérkőzés 1922. szeptember 24. | Ausztria               | 2-2             | Magyarország   | Hohe Warte Stadion, Bécs Nézőszám: 65 000 Játékvezető: dr. Bauwens (GER) |
| 87. mérkőzés 1922. szeptember 24. | Kuthan 16' Wessely 80' | (1-1) Részletek | Priboj 22' 70' | Hohe Warte Stadion, Bécs Nézőszám: 65 000 Játékvezető: dr. Bauwens (GER) |

| 127. mérkőzés 1928. március 25. Európa Kupa | Olaszország                                 | 4-3             | Magyarország                    | Róma, Stadio Nazionale del P. N. F. Nézőszám: 25 000 Játékvezető: dr. Bauwens (GER) |
| 127. mérkőzés 1928. március 25. Európa Kupa | L. Conti 48' 75' Rossetti 58' Libonatti 85' | (0-2) Részletek | Kohut 13' Hirzer 44' Takács 76' | Róma, Stadio Nazionale del P. N. F. Nézőszám: 25 000 Játékvezető: dr. Bauwens (GER) |

| 140. mérkőzés 1930. május 11. Európa Kupa | Magyarország | 0-5             | Olaszország                                     | Budapest, Üllői út Nézőszám: 40 000 Játékvezető: dr. Bauwens (GER) |
| 140. mérkőzés 1930. május 11. Európa Kupa |              | (0-1) Részletek | Meazza 17' 65' 68' Magnozzi 71' Constantino 84' | Budapest, Üllői út Nézőszám: 40 000 Játékvezető: dr. Bauwens (GER) |

| 142. mérkőzés 1930. június 8. | Magyarország                                        | 6-2             | Hollandia                      | Budapest, Üllői út Nézőszám: 14 000 Játékvezető: dr. Bauwens (GER) |
| 142. mérkőzés 1930. június 8. | Turay 15' 56' Avar 40' 44' 69' (11-esböl) Toldi 53' | (3-0) Részletek | Van der Heyden 48' Landaal 90' | Budapest, Üllői út Nézőszám: 14 000 Játékvezető: dr. Bauwens (GER) |

| 145. mérkőzés 1930. október 26. | Magyarország | 1-1             | Csehszlovákia | Budapest, Hungária út Nézőszám: 12 000 Játékvezető: dr. Bauwens (GER) |
| 145. mérkőzés 1930. október 26. | Titkos 30'   | (1-0) Részletek | Saltys 48'    | Budapest, Hungária út Nézőszám: 12 000 Játékvezető: dr. Bauwens (GER) |

| 146. mérkőzés 1931. március 22. Európa Kupa | Csehszlovákia                | 3-3             | Magyarország     | Prága, Sparta-pálya Nézőszám: 30 000 Játékvezető: dr. Bauweins (GER) |
| 146. mérkőzés 1931. március 22. Európa Kupa | F. Svoboda 35' 66' Junek 45' | (2-2) Részletek | Avar 11' 33' 53' | Prága, Sparta-pálya Nézőszám: 30 000 Játékvezető: dr. Bauweins (GER) |

| 150. mérkőzés 1931. szeptember 20. | Magyarország                  | 3-0             | Csehszlovákia | Budapest, Üllői út Nézőszám: 20 000 Játékvezető: dr. Bauwens (GER) |
| 150. mérkőzés 1931. szeptember 20. | Turay 10' Avar 16' Kalmár 32' | (3-0) Részletek |               | Budapest, Üllői út Nézőszám: 20 000 Játékvezető: dr. Bauwens (GER) |

| 151. mérkőzés 1931. október 4. Európa Kupa | Magyarország           | 2-2             | Ausztria        | Budapest, Hungária út Nézőszám: 40 000 Játékvezető: dr. Bauwens (GER) |
| 151. mérkőzés 1931. október 4. Európa Kupa | P. Szabó 41' Spitz 65' | (1-0) Részletek | Zischek 58' 86' | Budapest, Hungária út Nézőszám: 40 000 Játékvezető: dr. Bauwens (GER) |

| 201. mérkőzés 1937. szeptember 19. | Magyarország                                      | 8-3             | Csehszlovákia                 | Hungária út, Budapest Nézőszám: 27 000 Játékvezető: dr. Bauwens (GER) |
| 201. mérkőzés 1937. szeptember 19. | Zsengellér 15' Sárosi 34' 51' 60' 62' 77' 80' 85' | (2-2) Részletek | Riha 21' Rulc 26' Nejedly 65' | Hungária út, Budapest Nézőszám: 27 000 Játékvezető: dr. Bauwens (GER) |

| 205. mérkőzés 1938. január 16. | Luxemburg | 0-6             | Magyarország                                                           | Luxembourg Nézőszám: 10 000 Játékvezető: dr. Bauwens (GER) |
| 205. mérkőzés 1938. január 16. |           | (0-1) Részletek | Szendrődi 15' 59' 82' Kállai 73' Zsengellér 75' (11-esből) Miklósi 80' | Luxembourg Nézőszám: 10 000 Játékvezető: dr. Bauwens (GER) |

| 217. mérkőzés 1938. május 18. | Magyarország    | 2-2             | Írország           | Hungária út, Budapest Nézőszám: 15 000 Játékvezető: dr. Bauwens (GER) |
| 217. mérkőzés 1938. május 18. | Kolláth 39' 84' | (1-0) Részletek | O'Flanagan 52' 77' | Hungária út, Budapest Nézőszám: 15 000 Játékvezető: dr. Bauwens (GER) |

| 229. mérkőzés 1940. december 1. | Olaszország  | 1-1             | Magyarország | Stadio Comunale "Luigi Ferraris",Genova Nézőszám: 35 000 Játékvezető: dr. Bauwens (GER) |
| 229. mérkőzés 1940. december 1. | Trevisan 14' | (1-0) Részletek | Bodola 62'   | Stadio Comunale "Luigi Ferraris",Genova Nézőszám: 35 000 Játékvezető: dr. Bauwens (GER) |

| 233. mérkőzés 1941. november 16. | Svájc       | 1-2             | Magyarország              | Hardturm-stadion, Zürich Nézőszám: 24 000 Játékvezető: dr. Bauwens (GER) |
| 233. mérkőzés 1941. november 16. | Monnard 77' | (0-1) Részletek | Kovács 45' Olajkár II 74' | Hardturm-stadion, Zürich Nézőszám: 24 000 Játékvezető: dr. Bauwens (GER) |

| 237. mérkőzés 1943. május 16. | Svájc       | 1-3             | Magyarország                  | Charmilles-stadion, Genf Nézőszám: 25 000 Játékvezető: dr. Bauwens (GER) |
| 237. mérkőzés 1943. május 16. | Monnard 16' | (1-3) Részletek | Bodola 32' 43' Zsengellér 34' | Charmilles-stadion, Genf Nézőszám: 25 000 Játékvezető: dr. Bauwens (GER) |

## Sportvezetőként
1932-1942 között a FIFA végrehajtó bizottság egyik tagja. 1950-ben a Német Szövetségi Köztársaság Labdarúgó-szövetségének (DFB) ötödik elnöke lett, ezt a pozícióját 1962-ig töltötte be.

## Külső hivatkozások
- Peco Bauwens. World Referee. (Hozzáférés: 2011. július 10.)[halott link]
- Peco Bauwens. zerozerofootball.com. (Hozzáférés: 2011. július 10.)[halott link]
- Peco Bauwens. footballdatabase.eu. (Hozzáférés: 2011. július 10.)
- Peco Bauwens. scoreshelf.com. [2015. december 28-i dátummal az eredetiből archiválva]. (Hozzáférés: 2011. július 10.)
- Peco Bauwens. eu-football.info. (Hozzáférés: 2012. május 10.)